# 아사정 (히로시마현)
아사정(安佐町)은 히로시마현 아사군에 설치되었던 정이다. 1971년 5월 20일 히로시마시에 편입합병되고 폐지되었다.